# Tam Đảo

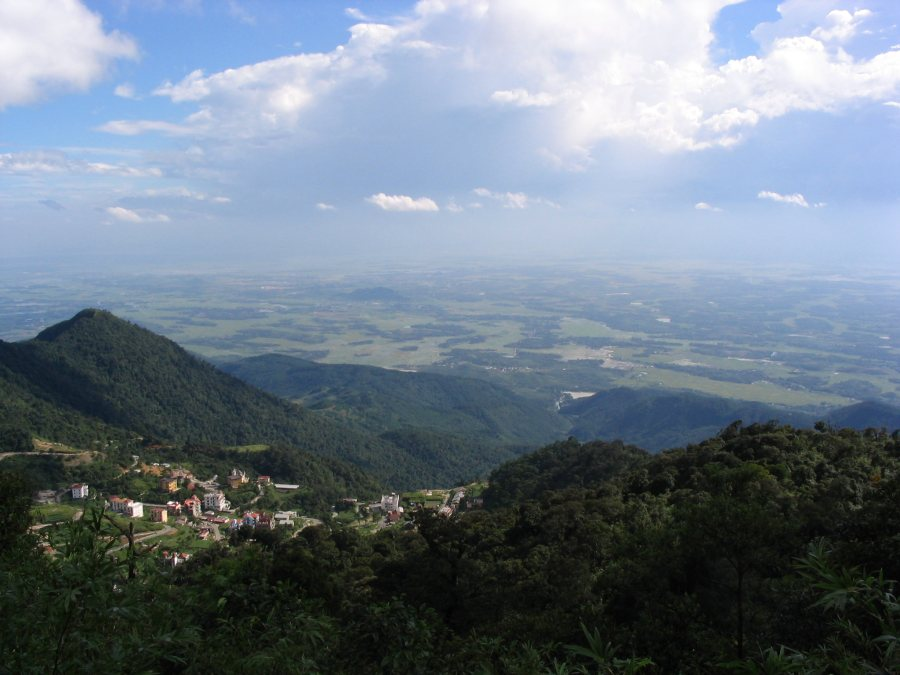
Tam Đảo

Tam Đảo (Drei Inseln) ist ein Kurort in Vietnam.
Tam Đảo liegt in der Provinz Vinh Phuc, etwa 90 km nordwestlich von Hà Nội auf einem Plateau 950 m über dem Meeresspiegel, inmitten der Tam-Đảo-Berge. Es wird oft auch als „Đà Lạt des Nordens“ bezeichnet und ist heute ein populäres Ziel für Tagesausflüge von Hà Nội aus.
Der Ort wurde ab 1902 als Kurort und Sommerfrische für die wohlhabenden französischen Kolonisten errichtet, zu welchem Vietnamesen – außer als Sänftenträger oder Dienstmädchen – keinen Zutritt hatten.
Die Temperaturen liegen hier das ganze Jahr über etwa 6–8 °C niedriger als in der Ebene. Selbst im Hochsommer klettern die Temperaturen selten über 26 °C.
Das Tam-Đảo-Plateau (Drei Inseln) verdankt seinen Namen den drei Bergen Thien Thi (1375 m), Thach Ban (1388 m) und Phu Nghia (1400 m), die oft wie Inseln aus dem Meer der tieferliegenden Wolken herausragen.
Eine der Attraktionen von Tam Đảo ist der Suoi-Bạc-Wasserfall (Silberstrom-Wasserfall).